# Farmtrac
A Farmtrac é uma marca do Grupo Escorts Limited, um conglomerado multinacional indiano e empresa de engenharia automóvel que atua nos setores de máquinas agrícolas, equipamentos de construção, equipamentos de movimentação de cargas, equipamentos ferroviários e componentes para automóveis. Com sede em Faridabad, Haryana, a empresa foi criada em 1944 e possui operações em mais de 40 países. A equipa de gestão do Grupo Escorts inclui Nikhil Nanda como presidente e diretor administrativo. A Escorts tem uma ampla variedade de tratores, componentes de automóveis, equipamentos ferroviários e equipamentos de construção e manuseio de materiais.
A Farmtrac está no mercado Europeu há 18 anos, tendo uma importante base na Polónia que garante o fornecimento de peças de reposição em toda a Europa. A gama atual da Farmrtrac envolve modelos que variam dos 20 CV aos 90 CV.

## História
A Escorts Agri Machinery foi lançada em 1960 e hoje em dia está no TOP 10 dos maiores produtores de tratores a nível mundial com 1.5 milhões de tratores vendidos desde 1961, galardoada com inúmeros prémios. A empresa fabrica tratores com a marca Farmtrac.  A divisão de tratores foi iniciada em 1960 com os primeiros tratores Escorts produzidos em 1965. Em 1969, foi estabelecida uma parceria com a Ford para produzir tratores Ford licenciados para a Índia. A Ford tornou-se a New Holland, que atualmente faz parte da CNH Global, que por sua vez é propriedade do Grupo Fiat . O contrato entre a Escorts e a Ford New Holland foi encerrado em 1995. Não há nenhuma relação atual entre a Ford Tractors e o Grupo CNH Industrial com a Farmtrac.
A Farmtrac tem um local de produção na Europa, em Mrągowo, na Polónia.